# رالف فولكنير
رالف فولكنير (بالإنجليزية: Ralph Faulkner)‏ هو مبارز بالسيف وممثل أمريكي، ولد في 20 يوليو 1891 في الولايات المتحدة، وتوفي في 28 يناير 1987 ببربانك في الولايات المتحدة.

## وصلات خارجية
- رالف فولكنير على موقع أوليمبيديا (الإنجليزية)

- رالف فولكنير على موقع IMDb (الإنجليزية)
- رالف فولكنير على موقع قاعدة بيانات الفيلم (الإنجليزية)